# リー・ラスムッセン
リー・ラスムッセン（Rie Rasmussen,1976年2月14日 - ）は、デンマーク・コペンハーゲン出身の女優・モデル。
15歳の時にニューヨークでスカウトされてモデル界入り。ヴィクトリアズ・シークレットやグッチなどのショーで活躍。
2002年に『ファム・ファタール』で女優デビューしているが、将来的には映画監督を志望しており、映画学校に通い、これまで2本の短編映画を製作している。2008年1月現在、初の長編作品を制作中
。
また、インタビューではバイセクシュアルであることを明らかにしている。

## 主な出演作品
- ファム・ファタール Femme Fatale (2002)
- アンジェラ Angel-A (2005)